# Pittville n.º 169
Pittville n.º 169 es un municipio rural canadiense situado en la provincia de Saskatchewan.

## Superficie
Pittville n.º 169 tiene una superficie de 1256,42 km².

## Demografía
En 2021, tenía 201 habitantes, una densidad poblacional de 0,2 hab./km², y 93 viviendas.